# Fotbalista roku (Lucembursko)

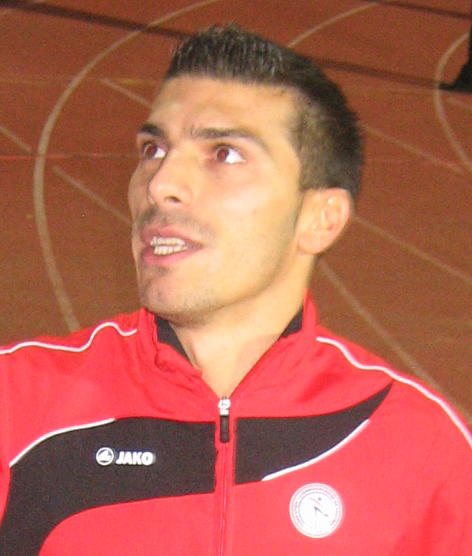
Daniel da Mota, vítěz ze sezóny 2010/11.

V Lucembursku se ocenění Fotbalista roku dostane fotbalistovi z lucemburské nejvyšší soutěže (lucembursky Nationaldivisioun, francouzsky Division Nationale, německy Nationaldivision), který je vyhodnocen jako nejpřínosnější hráč svého týmu v dané sezóně. Cena je od roku 1997 pojmenovaná Guy Greffrath Challenge po Guy Greffrathovi, dlouholetému sportovnímu redaktorovi nejčtenějších lucemburských novin d'Wort, které ocenění udělují od roku 1988.
Mimoto v letech 1964 až 2000 vyhlašovaly lotrinské noviny Le Républicain Lorrain cenu Monsieur Football určenou hráči s lucemburskou státní příslušností.

## Přehled vítězů

### Guy Greffrath Challenge
Zdroj:
| Sezóna  | Hráč                 | Národnost hráče     | Klub                              |
| ------- | -------------------- | ------------------- | --------------------------------- |
| 1987/88 | Denis Scuto          | Lucembursko         | Jeunesse Esch                     |
| 1988/89 | Jean-Marc Rigaud     | Francie             | CA Spora Luxembourg               |
| 1989/90 | Carlo Weis           | Lucembursko         | FC Avenir Beggen                  |
| 1990/91 | Marc Birsens         | Lucembursko         | Union Luxembourg                  |
| 1991/92 | Claude Ganser        | Lucembursko         | Jeunesse Esch                     |
| 1992/93 | Luc Holtz            | Lucembursko         | FC Etzella Ettelbruck             |
| 1993/94 | Théo Scholten        | Lucembursko         | FC Avenir Beggen                  |
| 1994/95 | Manuel Cardoni       | Lucembursko         | Jeunesse Esch                     |
| 1995/96 | Manuel Cardoni       | Lucembursko         | Jeunesse Esch                     |
| 1996/97 | Mikhail Zaritski     | Lucembursko         | FC Sporting Mertzig               |
| 1997/98 | Mikhail Zaritski     | Lucembursko         | FC Sporting Mertzig               |
| 1998/99 | Manuel Cardoni       | Lucembursko         | Jeunesse Esch                     |
| 1999/00 | Manuel Cardoni       | Lucembursko         | Jeunesse Esch                     |
| 2000/01 | Ahmed El Aouad       | Maroko              | CS Hobscheid                      |
| 2001/02 | Frédéric Cicchirillo | Francie             | F91 Dudelange                     |
| 2002/03 | Ahmed El Aouad       | Maroko              | CS Grevenmacher                   |
| 2003/04 | Laurent Pellegrino   | Francie             | Jeunesse Esch                     |
| 2004/05 | Stéphane Martine     | Francie             | F91 Dudelange                     |
| 2005/06 | Joris Di Gregorio    | Francie             | F91 Dudelange                     |
| 2006/07 | Joris Di Gregorio    | Francie             | F91 Dudelange                     |
| 2007/08 | Emmanuel Coquelet    | Francie             | F91 Dudelange                     |
| 2008/09 | Pierre Piskor        | Francie             | FC Differdange 03                 |
| 2009/10 | Daniel Huss          | Lucembursko         | CS Grevenmacher                   |
| 2010/11 | Daniel da Mota       | Lucembursko         | F91 Dudelange                     |
| 2011/12 | Aurélien Joachim     | Lucembursko         | F91 Dudelange                     |
| 2012/13 | Stefano Bensi        | Lucembursko         | CS Fola Esch                      |
| 2013/14 | Sanel Ibrahimović    | Bosna a Hercegovina | Jeunesse Esch                     |
| 2014/15 | Laurent Jans         | Lucembursko         | CS Fola Esch                      |
| 2015/16 | David Turpel         | Lucembursko         | F91 Dudelange                     |
| 2016/17 | Omar Er Rafikl       | Francie             | FC Differdange 03 / F91 Dudelange |
| 2017/18 | David Turpel         | Lucembursko         | F91 Dudelange                     |
| 2018/19 | Danel Sinani         | Lucembursko         | F91 Dudelange                     |